# Comuna Cerepîn, Korsun-Șevcenkivskîi
Cerepîn (în ucraineană Черепин) este o comună în raionul Korsun-Șevcenkivskîi, regiunea Cerkasî, Ucraina, formată din satele Cerepîn (reședința), Karașîna și Vilhivciîk.

## Demografie
Componența lingvistică a comunei Cerepîn
     Ucraineană (98,65%)
     Rusă (1,27%)
     Alte limbi (0,07%)
Conform recensământului din 2001, majoritatea populației comunei Cerepîn era vorbitoare de ucraineană (98,65%), existând în minoritate și vorbitori de rusă (1,27%).